# 埃克里耶
埃克里耶（法語：Écrille，法語發音：[ekʁij]）是法国汝拉省的一个市镇，属于隆斯勒索涅区。

## 地理
埃克里耶（46°30'21"N, 5°37'52"E）面积5.25 平方千米，位于法国勃艮第-弗朗什-孔泰大區汝拉省，该省份为法国东部内陆省份，北起上索恩省，西北接科多尔省，西临索恩-卢瓦尔省，南至安省，东与杜省和瑞士接壤。
与埃克里耶接壤的市镇（或旧市镇、城区）包括：奥热莱、奥诺、普莱西亚、萨罗尼亚。

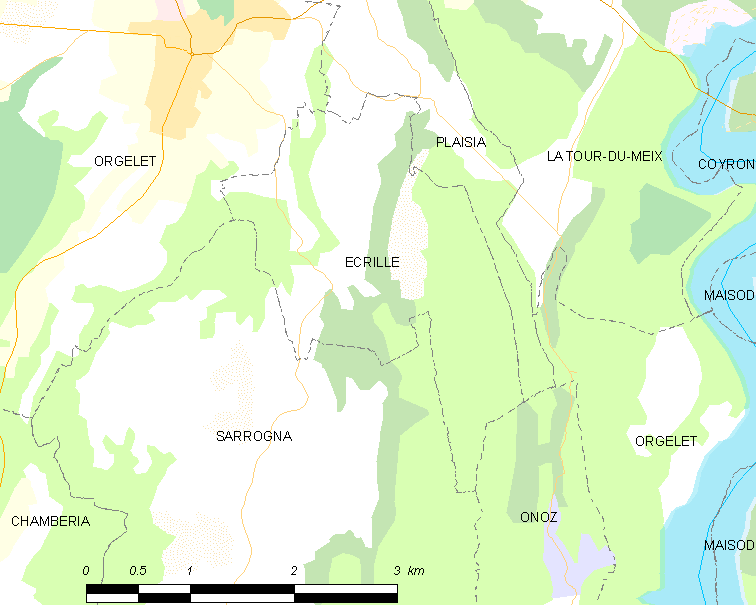
埃克里耶的OSM定位图

埃克里耶的时区为UTC+01:00、UTC+02:00（夏令时）。

## 行政
埃克里耶的邮政编码为39270，INSEE市镇编码为39207。

## 政治
埃克里耶所属的省级选区为穆瓦朗昂蒙塔涅县。

## 人口

1962-2008年间埃克里耶人口变化图示

埃克里耶于2022年1月1日时的人口数量为89人。